# الأدب الويلزي بالإنجليزية

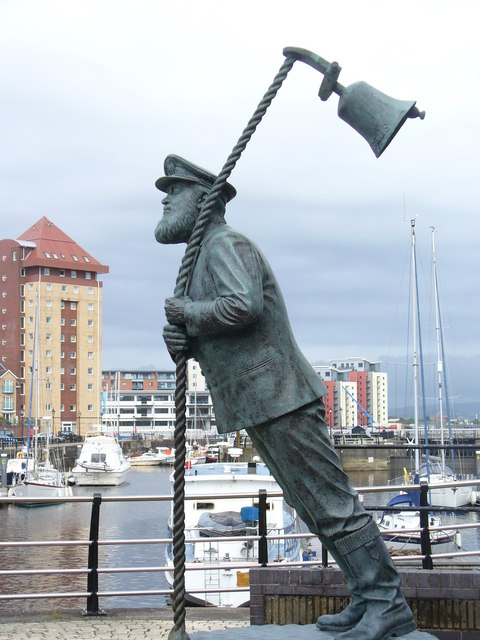

الأدب الأنجلو-ويلزي والكتابات الويلزية بالإنجليزية، هما مصطلحين مُستخدمين في وصف أعمال الكتّاب الويلزيين المكتوبة باللغة الإنجليزية. لم يُعترف بهذه الأعمال باعتبارها كيان مستقل حتى القرن العشرين. نشأت الحاجة إلى وجود هوية منفصلة لهذا النوع من الكتابة نتيجة التطور المواز للأدب الحديث المكتوب باللغة الويلزية، وبذلك يُمكن اعتباره أحدث أفرع أدب اللغة الإنجليزية في الجزر البريطانية.
فضّل الكتّاب الويلزيون الذين كتبوا باللغة الإنجليزية في أوائل القرن العشرين القصة القصيرة على الرواية. ويعود السبب في ذلك إلى أمرين رئيسيين: لم يتمكن الهواة من الكتاب من تخصيص وقت سوى لفترات إبداعية قصيرة في مجتمع يفتقر إلى الثروة الكافية لتمويل الكتّاب المحترفين من جهة، وانطوت القصة القصيرة –مثل الشعر- على متعة وحيوية لغوية مكثفة من جهة أخرى. لم يشهد هذ النوع الأدبي الذي استخدمه هؤلاء الكتاب تطورًا بعيدًا عن أصوله المرتبطة بالرسومات الريفية. لم يولى الهجاء أي اهتمام، إذ تمحورت القصص القصيرة حول غرابة أطوار الحياة الويلزية (من منظور حضري) وذلك بسبب تركز السوق في أيدي الناشرين اللندنيين.

## مقدمة

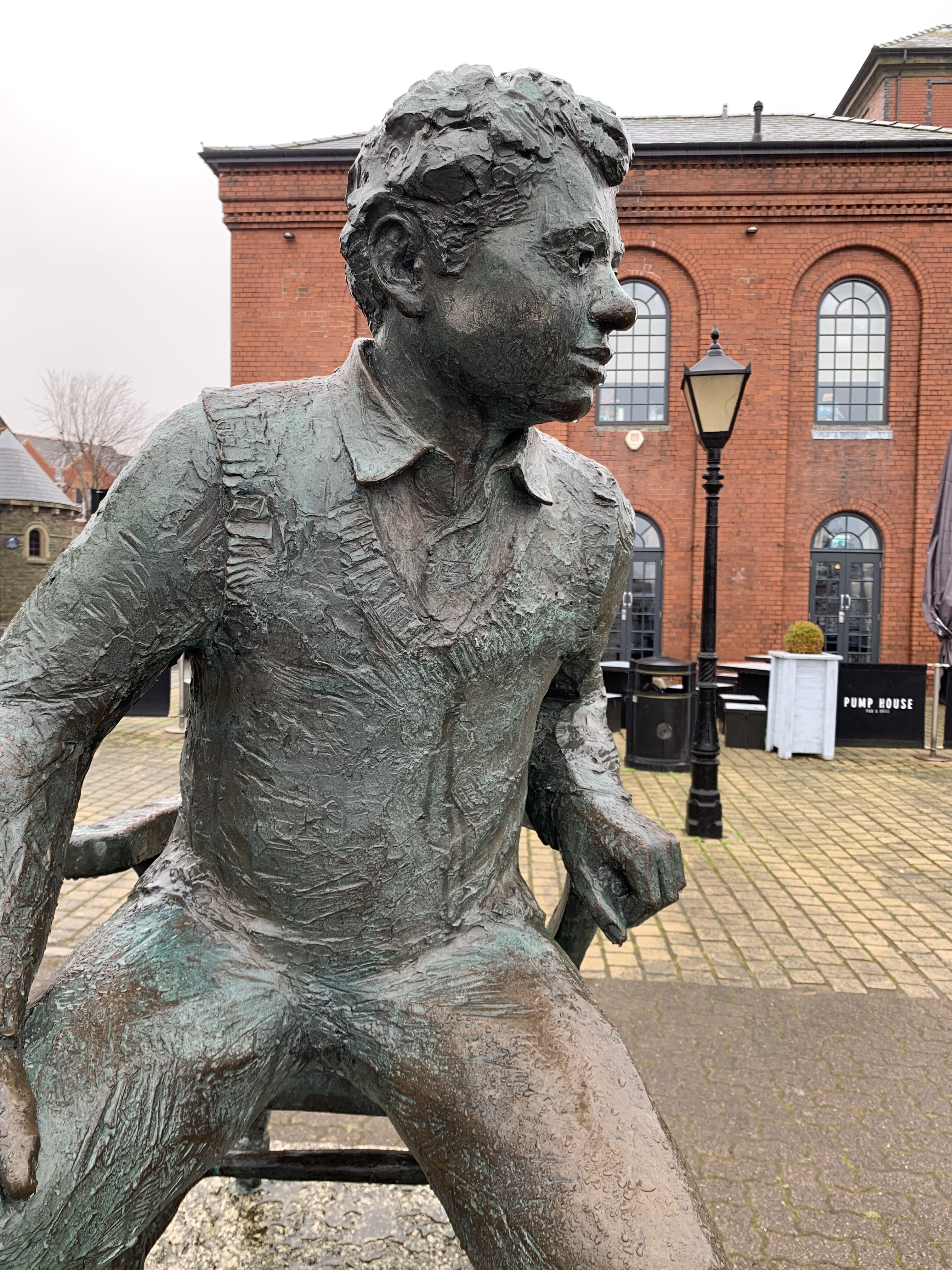
تمثال ديلان توماس, سوانسي مارينا

حلّت عبارة «الكتابة الويلزية باللغة الإنجليزية» محل عبارة «الأدب الأنجلو-ويلزي»، وذلك بعد فشل الأخيرة في منح «المكانة الويلزية للأشخاص الويلزيين الذين لا يتحدثون الويلزية ولا يشعرون بأنهم إنجليز في آن واحد» بنظر العديد من الكتّاب الويلزيين الذين كتبوا باللغة الإنجليزية.
لا يوجد أي تعريف قطعي وواضح لماهية الكتاب الويلزي الذي يكتب باللغة الإنجليزية، أو المؤلف الأنجلو-ويلزي. تشتمل هذه الفئة من الكتّاب على الكتّاب الويلزيين الذي يتحدثون باللغة الإنجليزية –لا الويلزية- باعتبارها لغتهم الأم، مثل ديلان توماس (من مواليد مدينة سوانزي في عام 1914- تُوفي في عام 1953) والروائي هيو همفريز المولود في مدينة بريستاتين في عام 1919. وفي المقابل، تشمل قائمة هؤلاء الكتّاب أيضًا أولئك المولودين خارج ويلز لكنهم متأثرين بنسبهم الويلزي، مثل الشاعر دايفيد جونز المولود في لندن (وُلد في عام 1895- تُوفي في عام 1974). يُعرّف غلين جونز الأنجلو-ويلزيين في كتابه التنين ذو اللسانين على أنهم «الرجال والنساء الويلزيين الذين كتبوا باللغة الإنجليزية عن ويلز».
فضلًا عن ذلك، تنطوي قائمة هؤلاء الكتّاب أيضًا على أولئك الذين وُلدوا خارج ويلز لكنهم عاشوا وكتبوا فيها مثل جونز كوبر بوويز (وُلد في عام 1872- تُوفي في عام 1963)، الذي استقر في ويلز في عام 1935 وكتب فيها روايتيه الرئيسيتين اللتين تمحورت أحداثهما حول ويلز، وهما أوين جليندوير (1941) وبوريوس: قصة رومانسية من العصور المظلمة (1951). لم يستخدم بوويز التاريخ والبيئة الويلزية وحسب، بل استعان بأسطورة مابينوغون ودرس اللغة الويلزية أيضًا. تشمل هذه القائمة أيضًا الشاعر والمعلم والناقد جيريمي هوكر (من مواليد عام 1941)، الذي دّرس في جامعة أبيريستويث في ويلز بين عامي 1965 و1984، وأولى الكتابة الويلزية باللغة الإنجليزية وتدريسها اهتمامًا كبيرًا في تلك الفترة على الرغم من أنه لم يكتب سوى بضع قصائد حول المواضيع الويلزية. عاش الروائي جيمس هانلي المولود في ليفربرول (وُلد في عام 1897- تُوفي في عام 1985) في ويلز بين عامي 1931 و1963، ودُفن هناك بعد وفاته. نشر هانلي أطفال رماديون: دراسة في الأوهام والبؤس (1937) الذي كان بمثابة دراسة حول البطالة في جنوب ويلز الصناعية، بالإضافة إلى ثلاث روايات أخرى تدور أحداثها في ويلز. صرّح أحد الكتّاب قائلًا إنه «يوجد مساحة واسعة مفتوحة أمام نقاش فكرة تقبّل الأدب الويلزي المكتوب باللغة الإنجليزية». رفض الشاعر والروائي والكاتب المسرحي والقومي الويلزي الشهير سوندرز لويس احتمالية وجود أدب أنجلو-ويلزي لأنه يستخدم لغة المستعمرين البريطانيين، مؤكدًا أن «الأدب الذي يُطلق عليه اسم الأدب الأنجلو-ويلزي يتعذر تمييزه عن الأدب الإنجليزي». وفي المقابل، وُلد سوندرز لويس في والاسي في إنجلترا لعائلة تتحدث اللغة الويلزية.
يُعتبر كاتب القصص القصيرة وأدب الأطفال روالد دال تجسيدًا لهذا النوع من المشاكل. وُلد دال في ويلز لأبوين نرويجيين وقضى معظم حياته في إنجلترا، ولم يكن لويلز تأثيرًا واضحًا على أعماله. وبالتالي، قد يُعتبر دال نظيرًا لسي. إس. لويس المولود في إيرلندا الشمالية بشكل أو بآخر. يُعد بيتر جورج مثالًا آخر على الكتّاب ذوي الأصول الويلزية الذين لم يكتبوا عن ويلز إلا فيما ندر. وفي المقابل، وُلد أريك لينكليتر في بينارث، لكنه يُعتبر كاتبًا اسكتلنديًا عمومًا. 
شهد تعريف الأدب الويلزي المكتوب باللغة الإنجليزي تحديًا آخر تزامنًا مع عولمة الثقافة. بعيدًا عن ذلك، يعكس الأدب الويلزي الحديث المكتوب باللغة الإنجليزية التجربة متعددة الثقافات.
إن اختيار الكاتب الويلزي الكتابة باللغة الإنجليزية لا يعني أنه غير قادر على التحدث بالويلزية. اختار بعض كتّاب اللغة الإنجليزية تعلم اللغة الويلزية في بعض الحالات، مثل جان موريس وغيليان كلارك. وفي المقابل، قد يختار متحدثو اللغة الويلزية باعتبارها لغتهم الأم -كسيان جيمس وجو والتون مثلًا- كتابة بعض أو جل أعمالهم باللغة الإنجليزية. إن توجيه الكتابة إلى جمهور اللغة الإنجليزية لا يعني تخلّي الكاتب عن جمهور اللغة الويلزية بالضرورة. 

## البدايات
كشف ريمون غارليك عن أسماء تسعة وستين رجلًا وامرأةً ويلزيين كتبوا باللغة الإنجليزية قبل القرن العشرين، بينما اعتقد دافيد جونستون أن «مسألة اضطلاع هؤلاء الكتاب بالأدب الأنجلو-ويلزي بدلًا من الأدب الإنجليزي هي مسألة قابلة للنقاش». لم يتحدث سوى عدد قليل نسبيًا من سكّان ويلز باللغة الإنجليزية في القرن التاسع عشر، ولم يكتب سوى ثلاثة من الكتاب البارزين المولودين في ويلز باللغة الإنجليزية حتّى أوائل القرن العشرين: جورج هيربرت من مواليد مونتغمريشاير (وُلد في عام 1593- تُوفي في عام 1933)، وهنري فاوغان من مواليد بريكنوكشاير (وُلد في عام 1622- تُوفي في عام 1695)، وجون داير من مواليد كارمارثينشاير (وُلد في عام 1699- تُوفي في عام 1757). تعتقد بيليندا همفري أن كلًا من فوغان وداير شاعران أنجلو-ويلزيان لأنهما «متجذران من الناحية الإبداعية في الريف الويلزي منذ ولادتهما» على عكس هيربرت، بينما يرى البعض أنهم جميعًا متجذرين في التقاليد الإنجليزية. علاوةً على ذلك، تفترض همفري أن للتقاليد الشعرية المكتوبة باللغة الويلزية تأثير محتمل على فوغان. استخدم الكتاب الويلزيون في العصور الوسطى مثل جيفري مونماوث وآدم من أوسك اللاتينية والنورمانية الفرنسية أيضًا، بالإضافة إلى الإنجليزية والويلزية. 